# Jean-Baptiste Stouf
Jean-Baptiste Stouf, fue un escultor francés de la segunda mitad del siglo XVIII, nacido en París en 1742 y fallecido en Charenton-le-Pont en 1826, a los 84 años.

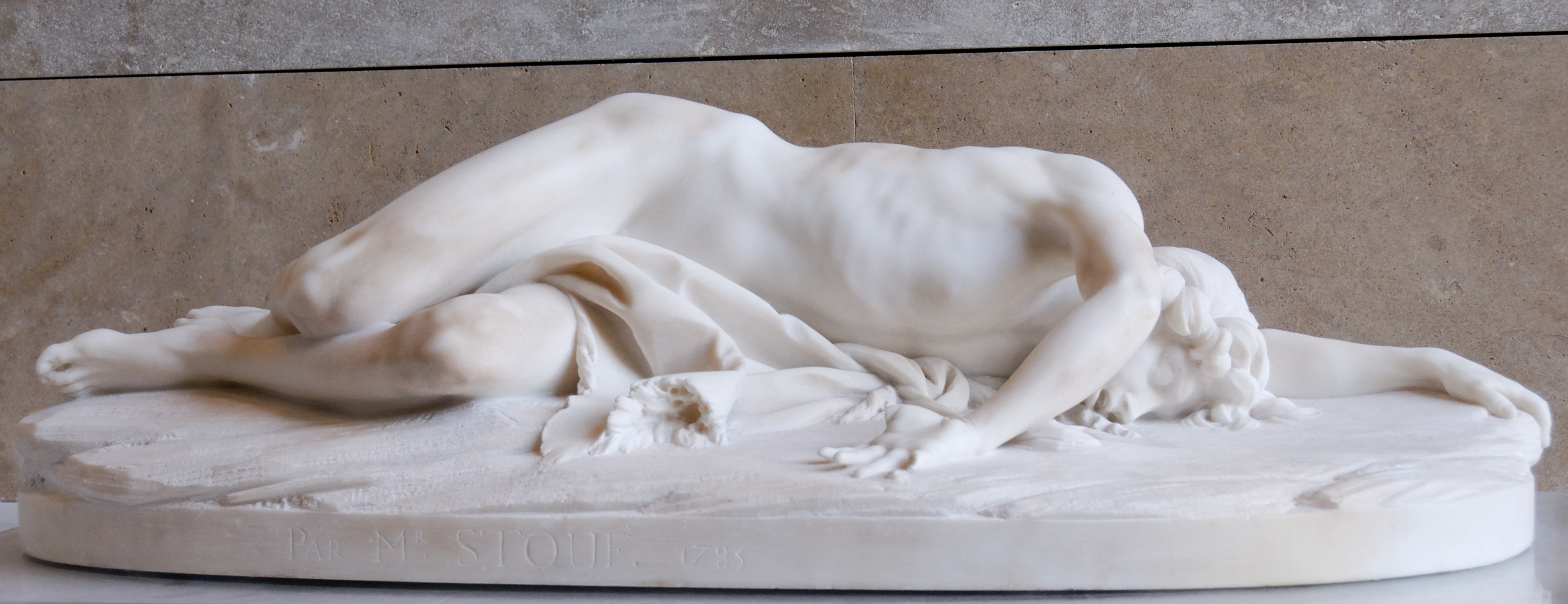
Abel expirant - La muerte de Abel
obra de recepción en la Academia, 1785, museo del Louvre.

## Datos biográficos
Alumno de Guillaume II Coustou, Stouf se trasladó ingresó como alumno de la Academia de Francia en Roma en 1770, aunque sólo había obtenido un segundo Premio de Roma en escultura el año precedente. Tras una estancia en Roma de ocho años, fue agregado a la Academia de las bellas Artes en 1784 y nombrado académico al año siguiente con la estatua de "Abel expirant". 
El 8 de septiembre de 1810, sucedió a Jean-Guillaume Moitte como profesor de escultura en la École des Beaux-Arts de Paris. Él mismo fue sustituido por David d'Angers el 6 de diciembre de 1826.
Stouf participó en el Salón hasta 1819. En 1786, recibió del conde de Angiviller el encargo de un San Vicente de Paul para completar la serie de los "Hombres Ilustres". 
La obra de Stouf osciló entre la tradición heredada del siglo XVIII y el anuncio de una composición lírica al modo de David d'Angers.
Su hija Cornélie se casó con el pintor Auguste Couder.
Su hijo Abel-Vincent-Michel Stouf, fue igualmente escultor.

## Obras
Estas son algunas de las obras más representativas del escultor:
- Abel expirant  (1785), estatua, mármol, París, musée du Louvre
- Jeune fille affligée  (1785), busto, terracota sobre zócalo de mármol, París, museo del Louvre
- L'Affliction , busto, mármol, París, museo del Louvre
- Femme effrayée d'un coup de tonnerre qui vient de rompre un arbre à côté d'elle  (Salón de 1798), estatuilla, terracota, París, museo del Louvre
- Retrato de Henri François d'Aguesseau, canciller de Francia (1668-1751), busto, mármol, París, museo del Louvre
- Michel de Montaigne (1533 - 1592)  (Salón de 1800), estatua mayor que el natural, mármol, París, museo del Louvre
- Retrato del pintor Rubens, busto, mármol, París, museo del Louvre
- Suger, abbé de Saint-Denis (1081 - 1151) (Salón de 1817), mármol, estatua colosal, Saint-Omer
- Monumento a Jean-Jacques Rousseau (1791), boceto, París, museo de Artes Decorativas
- Retrato de Antoine-Laurent Lavoisier, químico (1743 - 1794), busto en hermes, mármol, Versailles, châteaux de Versailles et de Trianon
- Conclusión de la obra de Jean Guillaume Moitte, "Adam Philippe, comte de Custine, général en chef (1742-1793)", estatua en pie mayor que el natural, mármol, Versailles, châteaux de Versailles et de Trianon
- André Grétry, estatua, Nueva York, Metropolitan Museum of Art

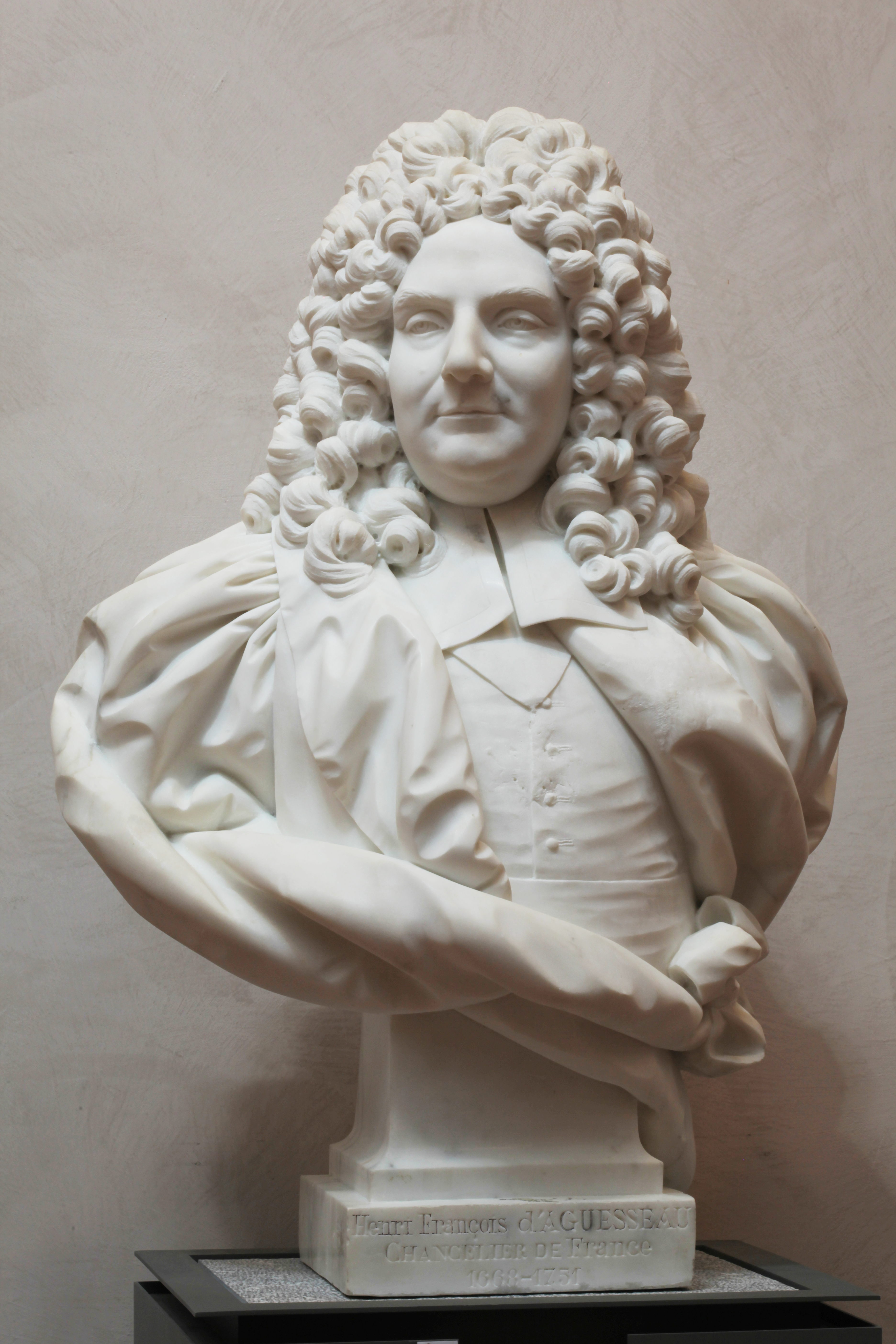
Busto del canciller de Francia Henri François d'Aguesseau, Museo de Bellas Artes de Lyon
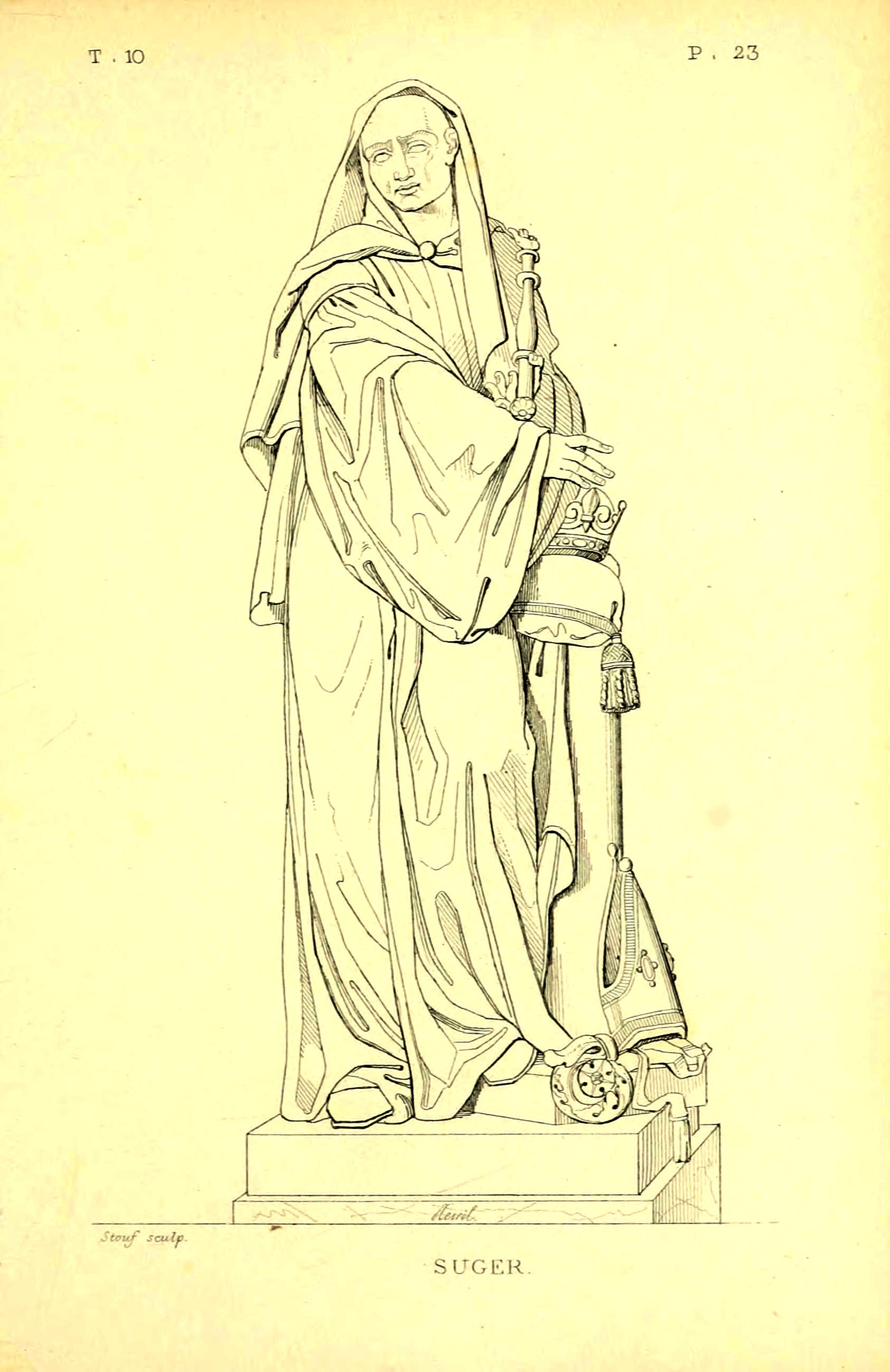
Suger
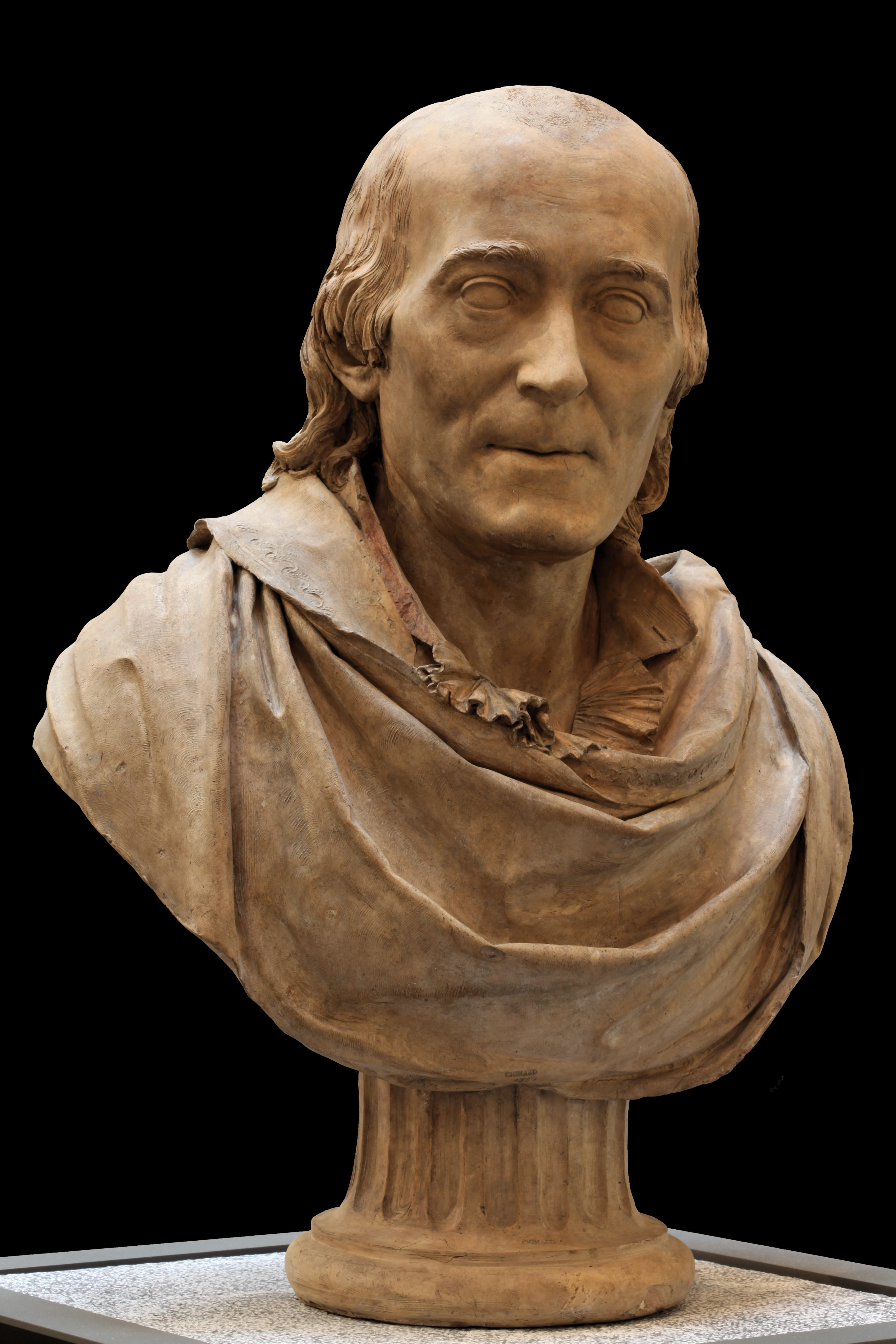
Terracota, busto de Jean-Marie Roland de la Platière

### Alumnos
(lista no exhaustiva)
- Antoine-Denis Chaudet (1763-1810)